# 艾于達爾鎮區 (明尼蘇達州奧特泰爾縣)
艾于達爾鎮區（英語：Aurdal Township）是位於美國明尼蘇達州奧特泰爾縣的一個行政鎮區。

## 地方資料
艾于達爾鎮區的面積為91.04平方千米，當中陸地面積為82.40平方千米，而水域面積為8.64平方千米。根據2020年美國人口普查的數據，當地共有人口1540人，而人口密度為每平方千米16.92人。